# 소비에트-리투아니아 상호원조 조약
소비에트-리투아니아 상호원조 조약(리투아니아어: Lietuvos-Sovietų Sąjungos savitarpio pagalbos sutartis, 러시아어: советско-литовский договор о взаимопомощи sovetsko-litovskiy dogovor o vzaimopomoshchi[*], 영어: Soviet–Lithuanian Mutual Assistance Treaty)은 소련과 리투아니아가 1939년 10월 10일 체결한 양자 조약이다. 이 조약의 조항에 따르면 리투아니아는 리투아니아의 역사적 수도인 빌뉴스를 포함한 빌뉴스 지역의 약 5분의 1을 획득하고, 그 대가로 2만 명의 병력을 포함한 5개 소련 군사 기지를 리투아니아 전역에 설치하는 것을 허용해야 했다. 본질적으로 리투아니아와의 조약은 소련이 9월 28일 에스토니아와 10월 5일 라트비아와 체결한 조약과 매우 유사했다. 공식적인 소련 측 자료에 따르면, 소련군은 나치 독일의 가능한 공격에 대비하여 약한 국가의 방어를 강화하고 있었다. 이 조약은 리투아니아의 주권이 침해되지 않을 것이라고 규정했다. 그러나 실제로는 이 조약이 리투아니아에 대한 소련의 첫 점령의 길을 열었으며, 뉴욕 타임스는 이를 "사실상의 독립 희생"이라고 묘사했다.

## 배경

### 전쟁 전 조약들

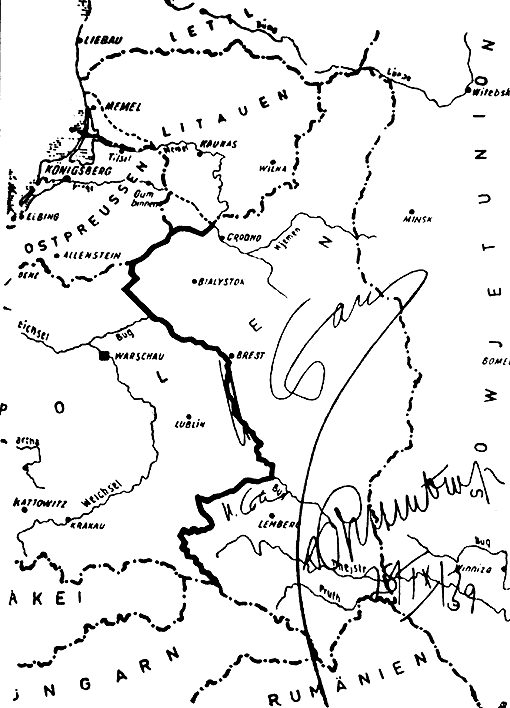
독일-소련 국경 우호 조약에 첨부되어 동유럽을 소련과 독일의 세력권으로 나눈 지도

리투아니아는 1918년 2월 16일 러시아 제국으로부터 독립을 선언했다. 1920년 6월 12일, 리투아니아-소련 전쟁 이후 소비에트-리투아니아 평화 조약이 체결되었다. 소련은 리투아니아의 독립과 빌뉴스 지역에 대한 권리를 인정했다. 이 지역은 폴란드와 치열하게 분쟁을 벌였고 1920년 10월 젤리고프스키의 반란 이후 폴란드의 지배하에 들어갔다. 그 후 국제적인 승인을 받지 못한 단명한 정치체인 중앙리투아니아 공화국에 편입되었다. 이 지역은 소비에트-폴란드 전쟁 이후 1922년 리가 조약에서 폴란드에 할양되었고 국제연맹에 의해 국제적으로 확인되었다. 리투아니아인들은 폴란드의 지배를 인정하지 않고 두 차례의 세계 대전 사이 기간 내내 이 지역에 대한 법적, 도덕적 권리를 주장했다. 소련은 주권 국가 폴란드에 대한 리투아니아의 주장을 계속 지지했다. 소련은 또한 클라이페다 반란 이후 클라이페다 지역에 대한 리투아니아의 이익을 지지했으며, 1926년 소비에트-리투아니아 불가침 조약을 체결하고 나중에 1944년까지 연장했다.
1939년 8월 23일, 소련과 나치 독일은 독일-소련 불가침 조약을 체결하고 동유럽을 세력권으로 분할했다. 조약의 비밀 의정서에 따르면, 리투아니아는 독일의 세력권에 할당되었고, 다른 두 발트 3국인 라트비아와 에스토니아는 소련에 할당되었다. 이러한 다른 대우는 리투아니아가 독일에 경제적으로 의존하고 있었기 때문으로 설명할 수 있다. 독일은 리투아니아의 대외 무역의 약 80%를 차지했으며, 1939년 독일의 최후 통첩 이후 리투아니아의 유일한 항구인 클라이페다를 장악했다. 또한 리투아니아와 러시아는 공통 국경이 없었다.

### 제2차 세계 대전
1939년 9월 1일, 독일이 폴란드를 침공했다. 독일 국방군은 소련과 합의된 선을 넘어 폴란드군을 밀어붙였다. 독일은 루블린 보이보드십과 동부 바르샤바 보이보드십을 장악했다. 9월 17일 붉은 군대가 폴란드를 침공했을 때, 소련군은 1920년과 1926년의 소비에트-리투아니아 조약에 따라 리투아니아에 속한다고 인정되었던 빌뉴스 지역을 점령했다. 그 결과, 소련과 독일은 독일-소련 불가침 조약의 비밀 의정서를 재협상했다. 1939년 9월 28일, 그들은 국경 및 우호 조약을 체결했다. 그 비밀 부속서에는 독일에 점령된 폴란드 영토에 대한 소련의 보상을 위해 독일이 수발키야의 작은 영토를 제외한 리투아니아를 소련의 세력권으로 이전할 것이라고 자세히 명시되어 있었다. 영토 교환은 또한 빌뉴스에 대한 소련의 통제에 의해 동기 부여되었다. 소련은 빌뉴스를 데 유레 수도로 주장했던 리투아니아 정부에 상당한 영향력을 행사할 수 있었다. 비밀 의정서에서 소련과 독일은 모두 빌뉴스에 대한 리투아니아의 이해관계를 명시적으로 인정했다.

## 협상

### 초기 입장
9월 29일, 국경 및 우호 조약 다음 날, 독일은 리투아니아와의 예정된 회담을 취소했고, 소련은 리투아니아에 양국 간의 미래 관계에 대한 협상을 시작하고 싶다고 통보했다. 새로운 소비에트-리투아니아 협상은 빌뉴스 지역의 지위를 공식적으로 해결하기 위한 것이었다. 리투아니아 외무장관 유오자스 우르브시스는 10월 3일 모스크바에 도착하여 소련 지도자들과 회담했다. 회담 중 이오시프 스탈린은 우르브시스에게 소련-독일 비밀 의정서에 대해 직접 알리고 세력권 지도를 보여주었다. 그는 리투아니아가 세 가지 별도의 조약을 체결할 것을 요구했는데, 이에 따르면 다음과 같았다.
1. 소련 군사 기지가 리투아니아에 설치되고 최대 5만 명의 소련군이 주둔할 것(원래 상호 원조 조약);
2. 셰수페강 서쪽 리투아니아 영토가 나치 독일에 할양될 것(독일과 소련 간의 국경 및 우호 조약에 따라 합의됨);
3. 빌뉴스 지역의 일부가 리투아니아에 합병될 것.

우르브시스는 소련 기지가 리투아니아의 사실상 점령을 의미할 것이라고 주장하며 항의했다. 소련은 자국 군대가 나치 독일의 가능한 공격으로부터 리투아니아를 보호할 것이며, 에스토니아와 유사한 조약이 이미 체결되었다고 주장했다. 우르브시스는 리투아니아의 중립만으로도 안보를 보장하기에 충분하며, 리투아니아군을 강화할 것을 제안했다. 그를 동반한 리투아니아 준장 무스테이키스에 따르면, 우르브시스는 리투아니아가 빌뉴스 지역의 합병과 소련 주둔군을 모두 거부했다고 말했다. 스탈린은 초조해하면서도 "빌뉴스를 가지든 안 가지든, 소련군은 어쨌든 리투아니아에 들어갈 것"이라고 답했다. 마침내 소련은 병력을 35,000명으로 줄이는 데 동의했다. 우르브시스는 또한 빌뉴스 지역, 특히 리투아니아인 인구가 많은 드루스키닝카이와 슈벤초니스 주변 지역에 더 많은 영토를 얻기 위해 흥정했다. 소련은 1920년 평화 조약으로 그어진 국경이 부정확하며 벨라루스인들도 그 영토에 대한 주장을 제기했다고 답변했다. 소련은 리투아니아인 다수가 입증될 수 있는 영토는 리투아니아로 이전될 것에 잠정적으로 동의했다. 그럼에도 불구하고, 소련은 리투아니아인들에게 상호원조 조약을 받아들이지 않으면 빌뉴스가 벨로루시 소비에트 사회주의 공화국에 합병될 것이라고 위협했다. 가장 충격적인 요구는 리투아니아 영토를 독일에 할양하는 것이었다. 리투아니아는 독일이 명확한 요구를 표명할 때까지 독일에 대한 영토 이전 협상을 연기하기로 결정했다.

### 수락

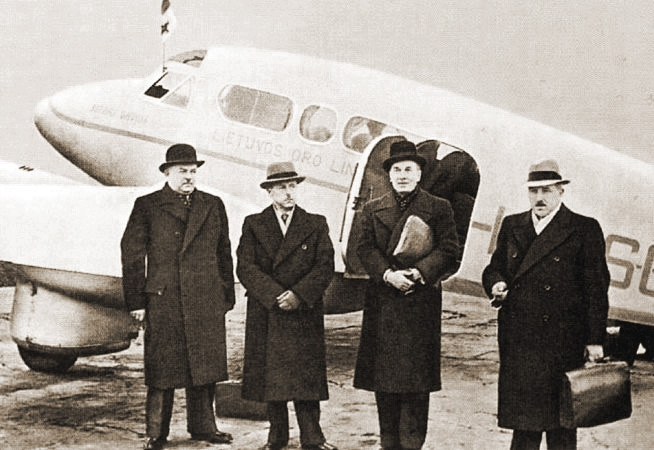
1939년 10월 7일 모스크바로 떠나기 전 리투아니아 대표단. 우르브시스는 왼쪽에서 세 번째이다.

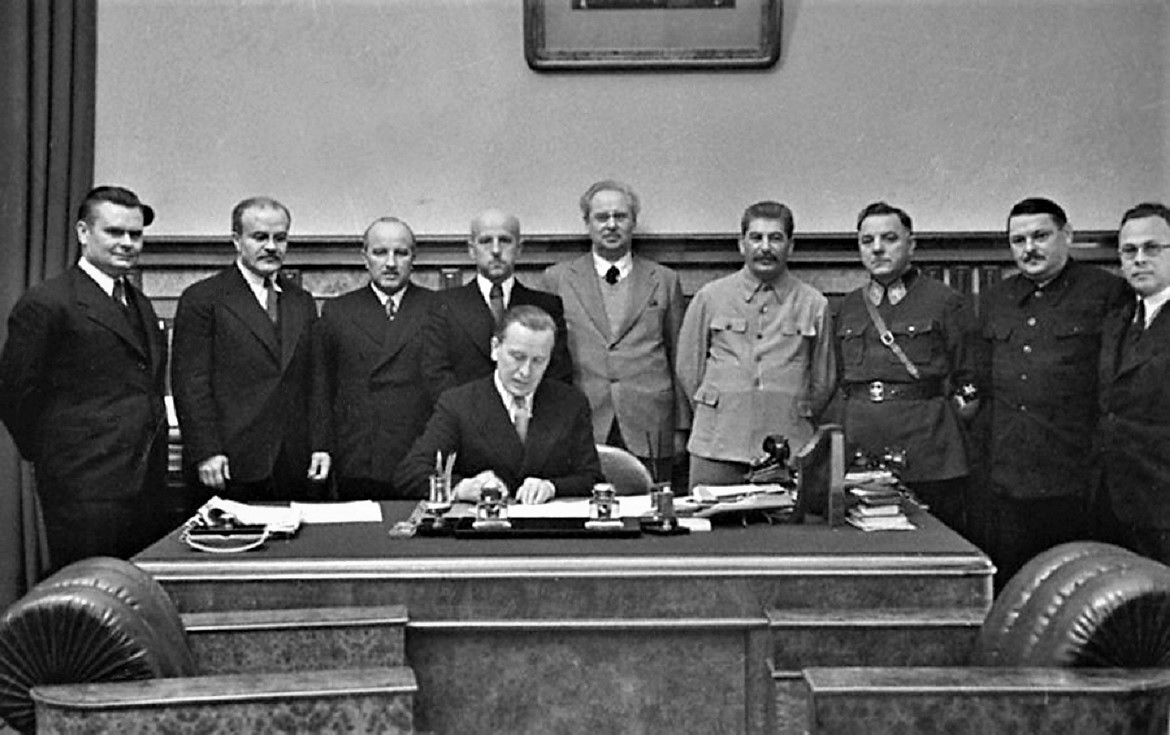
조약에 서명하는 우르브시스.

우르브시스는 정부와 협의하기 위해 리투아니아로 돌아왔다. 독일 관리들은 비밀 의정서가 실제임을 확인했고, 수발키야 지역의 영토 이전은 긴급한 문제가 아니라고 리투아니아인들에게 알렸다. 결국, 나치 독일은 1941년 1월 10일 독일-소련 국경 상업 협정에서 이 영토를 소련에 750만 달러에 팔았다. 리투아니아인들은 원칙적으로 상호원조 조약에 서명하는 데 동의했지만, 소련 기지에 최대한 저항하라는 지시를 받았다. 대안으로는 리투아니아군을 두 배로 늘리고, 군사 임무를 교환하고, 프랑스의 마지노선과 유사하게 독일과의 서부 국경에 요새를 건설하는 것이 포함되었다. 10월 7일, 스타시스 라슈티키스 장군과 카지스 비자우스카스 부총리를 포함한 리투아니아 대표단이 모스크바로 돌아왔다. 스탈린은 제안된 대안들을 거부했지만, 소련군 병력을 2만 명으로 줄이는 데 동의했다. 이는 전체 리투아니아군의 규모와 거의 같았다. 소련은 젤리고프스키의 반란과 리투아니아의 빌뉴스 상실 19주년을 기념하기 위해 즉시 조약을 체결하기를 원했다. 빌뉴스를 벨로루시 소비에트 사회주의 공화국에 편입할 것을 요구하는 빌뉴스에서 조직된 정치 집회는 리투아니아인들에게 추가적인 압력을 가하고 긴박감을 조성했다. 우르브시스는 서명을 거부했고 회담은 두 번째로 결렬되었다.
리투아니아에서는 안타나스 스메토나 대통령이 그러한 대가로 빌뉴스를 얻을 가치가 있는지 의심하며 협상을 중단할 수 있는지 논의했다. 비자우스카스는 조약을 거부한다고 해서 소련이 계획을 실행하는 것을 막을 수는 없을 것이라고 주장했다. 소련은 이미 에스토니아가 상호 원조 조약을 거부할 경우 무력 사용을 위협했고 동쪽 빌뉴스 지역과 북쪽 라트비아에 병력을 집결시키고 있었다. 이러한 상황에서 정부는 가능한 한 많은 영토를 요구하기로 결정했다. 그러나 대표단이 모스크바로 돌아왔을 때 분위기가 달라진 것을 발견했다. 소련은 융통성이 없었고, 추가 협상을 거부했으며, 대표단에게 조약에 서명하도록 위협했다. 그들은 상호 원조 협정과 빌뉴스 이전을 하나의 합의로 결합한 새로운 초안을 제시했다. 리투아니아 대표단은 제안된 조약에 서명할 수밖에 없었다. 조약 서명 후, 스탈린은 리투아니아 대표단을 초대하여 함께 축하하고 두 편의 영화를 관람했다. 우르브시스는 10월 11일 오전에야 리투아니아 정부에 조약 서명 사실을 알렸는데, 당시 조약은 이미 소련 통신사 TASS에 의해 발표되었다.

## 조항

상호원조 조약에 따라 빌뉴스 지역의 약 5분의 1(짙은 주황색)이 4개의 소련 군사 기지(별표로 표시)를 대가로 리투아니아에 할양되었다.

### 조약 조항
상호원조 조약은 9개 조항으로 구성되어 있었다.
- 제1조: 빌뉴스 지역 및 빌뉴스 시를 리투아니아에 이전
- 제2조: 공격 발생 시 상호 원조
- 제3조: 소련이 탄약 및 장비 면에서 리투아니아군을 지원
- 제4조: 소련이 리투아니아에 군대를 주둔시킬 권리 획득. 기지 위치는 별도 조약으로 결정
- 제5조: 공격 발생 시 협력 작전
- 제6조: 상대방에 대한 동맹에 참여하지 않을 합의
- 제7조: 본 조약에 의해 주권은 침해되지 않음
- 제8조: 제2조부터 제7조는 15년간 유효하며 10년간 자동 연장됨 (빌뉴스 이전은 영구적임)
- 제9조: 발효일

이 조약에는 소련이 최대 2만 명의 병력만 주둔시킬 수 있도록 명시한 비밀 부속서도 있었다.

### 소련군 주둔지
이 조약은 소련 기지의 정확한 위치를 결정하지 않았고, 미하일 코발료프가 이끄는 18명으로 구성된 소련 대표단이 10월 22일 세부 사항을 논의하기 위해 리투아니아에 파견되었다. 리투아니아인들은 소련 기지를 빌뉴스 지역과 리투아니아 남부로 제한하려 했고, 파브라데, 네멘치네, 나우요지 빌냐, 그리고 알리투스를 제안했다. 그들은 사모기티아 (리투아니아 서부)에 기지를 두는 것을 최악의 결과로 간주했다. 리투아니아인들은 영구 활주로가 없는 더 적고 큰 기지를 선호했다. 소련은 처음에 빌뉴스, 카우나스, 알리투스, 우크메르게, 그리고 샤울랴이에 기지를 둘 것을 제안했다. 최종 합의는 10월 28일, 리투아니아군이 빌뉴스로 진군한 같은 날 서명되었다. 하루 전, 또 다른 합의로 리투아니아 동부의 새로운 국경이 결정되었다. 리투아니아는 약 43만 명의 인구를 가진 6,739 km2 (2,602 mi2)의 영토를 얻었다. 이 영토는 1920년 소비에트-리투아니아 평화 조약으로 리투아니아에 인정된 빌뉴스 지역의 약 5분의 1을 차지했으며, 리투아니아 인구는 약 380만 명에 달했다.
최종 합의에 따르면, 16 특수 소총군단, 5 소총 사단, 그리고 2 경전차 여단에서 18,786명의 군사 인원이 주둔하는 4개의 군사 기지가 리투아니아에 설치될 예정이었다. 기지는 알리투스 (보병, 포병, 기계화 부대 8,000명), 프리에나이 (보병 및 포병 부대 2,500명), 가이지우나이 (기계화 및 전차 부대 3,500명), 그리고 나우요지 빌냐 (본부, 보병 및 포병 부대 4,500명)에 위치할 예정이었다. 비교하자면, 1940년 6월 1일 리투아니아군은 22,265명의 병사와 1,728명의 장교를 보유하고 있었다. 알리투스와 가이지우나이의 비행기 기지가 건설되는 동안, 소련 항공기는 빌뉴스 인근 지역인 키르티마이에 주둔할 예정이었다. 기지의 최종 위치는 소련이 가능한 외세의 공격으로부터 국가를 방어하는 것보다 임시 수도인 카우나스를 포위하는 데 더 관심을 가졌음을 보여주었다.

## 여파

### 국제 및 국내 반응
이 조약은 소련 선전에 의해 작은 국가들에 대한 소련의 존중과 스탈린의 자비심의 증거로 제시되었다. 러시아인들은 소련이 두 번째로 빌뉴스를 리투아니아에 넘겨준 것이며 국제연맹이 폴란드-리투아니아 분쟁을 중재하지 못했다고 강조했다. 소련은 또한 소련과의 우정이 나치 침략에 대한 효과적인 보호이자 환영할 만한 대안이라고 리투아니아인들을 안심시키기 위해 노력했다. 폴란드 망명정부는 러시아의 정복을 인정하지 않고 폴란드 제2공화국의 영토에 대한 주권을 주장하며 공식적으로 조약에 항의했다. 리투아니아인들은 그 지역이 법적으로 리투아니아의 일부라고 답했다. 폴란드인들은 이 이전을 분개했고, 소련군이 빌뉴스를 떠나자마자 리투아니아인들이 배신했다고 비난하며 반리투아니아 폭동이 일어났다. 폴란드의 전통적인 동맹국인 프랑스와 영국도 이 조약을 비난했다. 빌뉴스를 벨로루시 소비에트 사회주의 공화국에 편입할 것을 주장했던 벨라루스 활동가들은 소련 당국에 의해 체포되거나 추방되거나 처형되었다. 이 이송은 벨라루스를 전 리투아니아 대공국의 후계자로 자리매김하려는 그들의 민족적 열망을 좌절시켰다. 바티칸과의 리투아니아 관계는 1925년 정교조약에 의해 폴란드에 할당되었던 빌뉴스 지역이 이제 리투아니아의 통제하에 있게 되면서 긴장의 원인이 사라졌으므로 개선될 것으로 예상되었다.
리투아니아 정치인들은 되찾은 빌뉴스를 주요 외교적 승리로 보여주려 했다. 1926년 쿠데타 이후 리투아니아의 집권 정당이었던 리투아니아 민족주의자 연합은 도시 반환을 축하하며 명성과 인기를 높였다. 정부는 자국의 역량을 강조했고 야당은 소련의 관대함을 강조했다. 정치인들은 공개적으로 소련을 칭찬하고 "전통적인 소비에트-리투아니아 우정"을 과시했지만, 사적으로는 이 조약이 리투아니아 독립에 심각한 위협이라는 것을 이해했다. 대중의 태도는 "빌뉴스는 우리 것, 리투아니아는 러시아 것"(틀:단어)이라는 유명한 슬로건에 반영되었다. 조약 체결 후, 리투아니아는 중립성을 잃었고 독자적인 외교 정책을 수행할 수 없었다. 예를 들어, 리투아니아는 소련이 제안한 유사한 상호 원조 조약을 거부한 후 겨울 전쟁이 발발했을 때 핀란드를 지원할 수 없었다. 국제 정치에서 리투아니아는 소련의 위성국이 되었다.

### 빌뉴스 지역에서

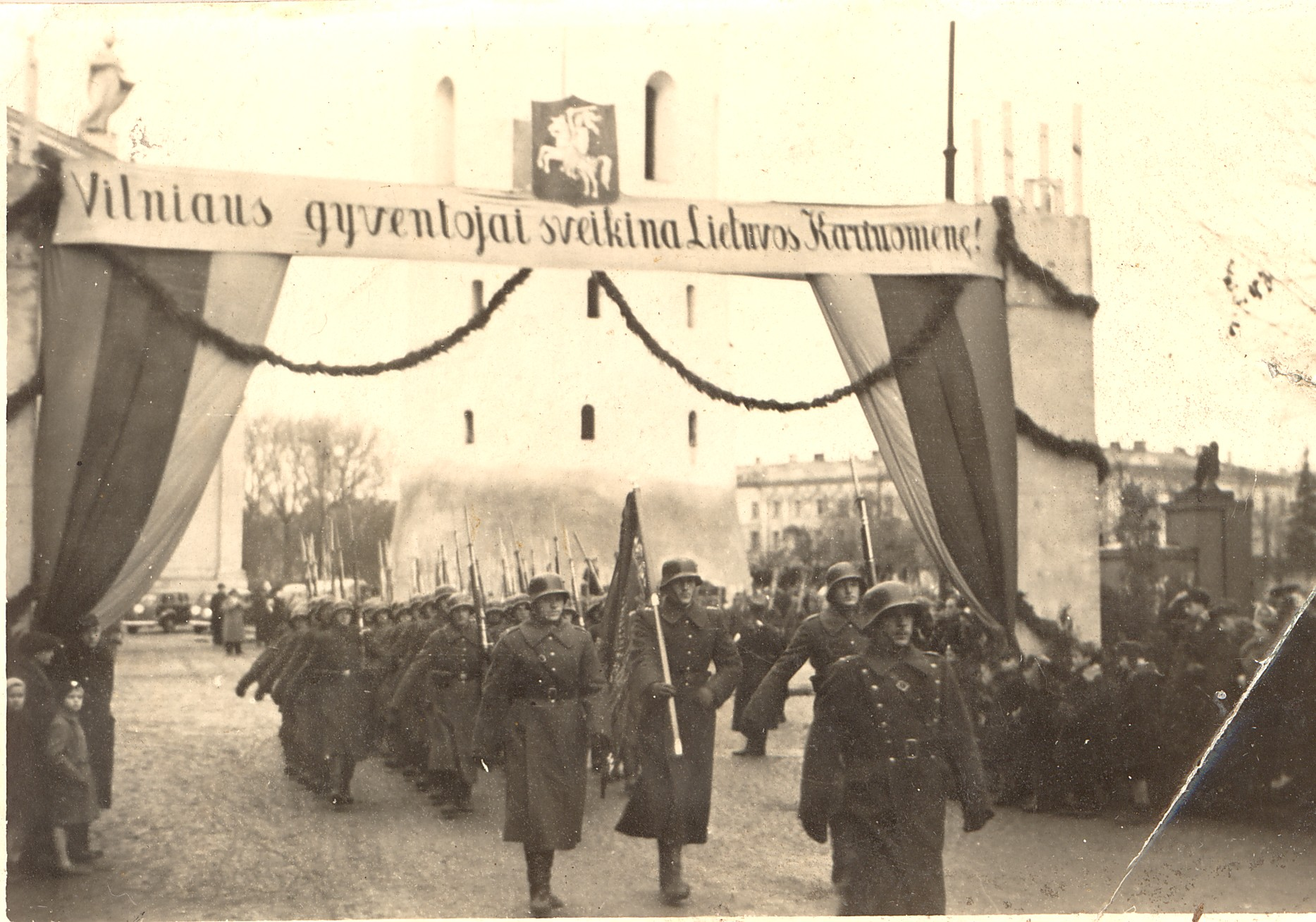
리투아니아군이 빌뉴스에 진입한다.

10월 28일, 리투아니아군은 1920년 이후 처음으로 빌뉴스에 진입했다. 도시를 리투아니아인들에게 넘겨주기 전, 소련군은 모든 귀중품을 약탈하여 소련으로 운반했다. 여기에는 공장(일렉트리트를 포함)과 병원의 장비, 차량과 기차, 박물관과 도서관의 문화 유물 등이 포함되었다. 러시아군이 떠난 후, 폴란드 거주민들은 이 거래를 폴란드에 대한 배신으로 간주하며 리투아니아 정부에 항의했다. 10월 30일에서 11월 1일 사이, 빵값이 갑자기 오르자 지역 공산주의자들과 폴란드인들 사이의 충돌이 유대인 인구에 대한 폭동으로 변질되었다. 많은 유대인 상점이 약탈되었고 약 35명이 부상당했다. 유대인들은 리투아니아 경찰이 무대응하고 폴란드 폭도들에게 동조했다고 비난했다. 리투아니아 정부의 요청 없이 소련 병사들이 폭동을 진압하는 데 도움을 주었다.
이 영토는 리투아니아에 경제적 어려움을 안겨주었다. 실업이 만연했고, 식량은 부족했으며, 귀중품은 소련군에 의해 도난당했고, 다른 구 폴란드 영토에서 전쟁 난민들이 모여들고 있었다. 리투아니아군은 빌뉴스 주민들에게 매일 최대 25,000인분의 뜨거운 수프와 빵을 제공했다. 리투아니아 정부는 폴란드 즈워티를 리투아니아 리타스로 유리한 환율로 교환하여 2천만 리타스 이상을 손실했다. 리투아니아 정부는 1920년대에 시행되었던 토지 개혁과 유사한 토지 개혁을 시행하기로 결정했다. 대규모 토지는 국유화되어 36년간 상환해야 하는 상환금 대가로 토지 없는 농민들에게 분배될 예정이었다. 정치인들은 이러한 개혁이 친폴란드 지주들을 약화시키고 농민들의 리투아니아 국가에 대한 충성심을 얻을 것으로 기대했다. 1940년 3월까지 90개의 대규모 토지와 23,000헥타르가 분배되었다. 리투아니아인들은 빌뉴스 지역의 문화 생활을 "재리투아니아화"하는 작업을 진행했다. 그들은 3,000명 이상의 학생이 있는 스테판 바토리 대학교를 포함한 많은 폴란드 문화 및 교육 기관을 폐쇄했다. 리투아니아인들은 공공 생활에 리투아니아어를 도입하고 리투아니아 조직 및 문화 활동을 후원하고자 했다.

### 리투아니아에서
빌뉴스 지역의 미래는 리투아니아의 정치 및 군사 지도자들 사이에 마찰을 야기했다. 11월 14일 첫 소련군이 리투아니아로 진입하자, 4명의 장군을 포함한 정부는 사임했다. 논란의 여지가 있는 안타나스 메르키스 총리가 이끄는 새로운 민간 내각이 11월 21일 구성되었다. 리투아니아인들은 조약을 철저히 준수하여 모스크바가 조약 위반으로 자신들을 비난할 어떠한 구실도 주지 않도록 조심했다. 처음에는 겨울 전쟁으로 지연되었지만, 소련은 리투아니아의 국내 문제에 간섭하지 않았고 소련 병사들은 기지에서 잘 행동했다. 리투아니아 정부는 미래의 점령에 대비하기 위해 무엇을 할 수 있는지와 그 옵션들을 논의하기 시작했다. 다양한 결의에도 불구하고, 실질적인 성과는 없었다. 리투아니아는 소련의 영향력에 대한 균형추가 없었다. 자체 병력은 적었고, 독일은 사실상 러시아의 동맹이었으며, 폴란드는 정복되었고, 프랑스와 영국은 서유럽에서 더 큰 문제들을 안고 있었다. 겨울 전쟁이 끝난 후, 소련은 발트 3국으로 관심을 돌렸다.
몇 달간의 격렬한 선전과 외교적 압력 끝에, 소련은 1940년 6월 14일 최후 통첩을 발표했다. 이는 프랑스 공방전 중 파리 함락에 세계의 관심이 집중되던 바로 그 날이었다. 소련은 리투아니아가 조약을 위반하고 기지에서 러시아 병사들을 납치했다고 비난했다. 소련은 상호 원조 조약을 준수할 새로운 정부를 구성하고 불특정 다수의 소련군 병력을 리투아니아에 입국시킬 것을 요구했다. 소련군이 이미 국내에 주둔하고 있었기 때문에 군사적 저항은 불가능했다. 소련은 정부 기관을 장악하고 새로운 친소련 정부를 설치했으며, 인민 세이마스 선거를 발표했다. 선포된 리투아니아 소비에트 사회주의 공화국은 1940년 8월 3일 소련에 편입되었다.

## 같이 보기
- 소비에트-에스토니아 상호원조 조약
- 소비에트-라트비아 상호원조 조약
- 폴란드 민족-영토 지역